# Lontra
Pour les articles homonymes, voir Lontra (homonymie).
Genre
Lontra est un genre de mammifères de la famille des Mustélidés.
Il est constitué d'espèces anciennement incluses dans le genre Lutra. Il a été créé car ces quatre espèces de loutres sont relativement plus proches des genres Lutrogale et Pteronura que des deux espèces du genre Lutra.

## Liste des espèces
Selon Mammal Species of the World (version 3, 2005)  (23 mai 2013), ITIS (23 mai 2013), Catalogue of Life (23 mai 2013), NCBI (23 mai 2013) et Paleobiology Database (23 mai 2013) :
- Lontra canadensis (Schreber, 1777) — Loutre du Canada[6],[7],[8], Loutre d'Amérique[9], Loutre d'Amérique du Nord[7] ou Loutre de rivière[8],[9].
- Lontra felina (Molina, 1782) — loutre marine[7], Loutre de mer[9],[6], Loutre de mer méridionale[6],[9] ou chungungo[réf. souhaitée].
- Lontra longicaudis (Olfers, 1818) — Loutre à longue queue[7],[6], Loutre néotropicale[7], Loutre de Costa Rica[6] ou Loutre d'Amérique du Sud[7],[6]
- Lontra provocax (Thomas, 1908) — loutre du Chili[7], Loutre d'Argentine[7] ou huillín.